# 南本町 (さいたま市)
南本町（みなみほんちょう）は、埼玉県さいたま市南区の町丁。現行行政地名は南本町一丁目および南本町二丁目。住居表示実施地区。郵便番号は336-0018。

## 地理
さいたま市の南部、南区の中央部に位置し、大宮台地（浦和大宮支台）の縁に当たる場所で、地内は起伏が見られる。南浦和駅の西側にあたる整然とした住宅地となっている。JR武蔵野線を境に北が二丁目、南が一丁目となっている。西で南区神明、北で浦和区神明、東で南浦和、南で文蔵、西南で根岸と隣接している。全域が市街化区域で主に第一種住居地域に指定され、線路沿いや文化通り沿線は商業地域である。

## 歴史
1889年（明治22年）以前の大谷場村西部の地域に位置する。1980年（昭和55年）の住居表示実施により南本町が成立した。
- 1889年（明治22年）4月1日 - 町村制施行により大谷場、太田窪、大谷口、広ヶ谷戸、円正寺と原山新田の五箇村一新田が合併し、谷田村成立[6]。谷田村の大字大谷場の西部となる。
- 1932年（昭和7年）4月1日 - 谷田村が同郡木崎村（大字北袋を除く）と共に浦和町へ編入される[6]。
- 1934年（昭和9年）2月11日 - 浦和町が市制を施行し、浦和市となる。
- 1950年（昭和25年）11月 - 浦和市立岸中学校（現、さいたま市立岸中学校）が、浦和市立高砂小学校（現さいたま市立高砂小学校）の仮校舎から現在地に移転する。
- 1961年（昭和36年）7月1日 - 京浜東北線南浦和駅が開設される。
- 1973年（昭和48年）4月1日 - 地内に武蔵野線が建設され、開業する。
- 1978年（昭和53年）12月 - 地内に丸広百貨店南浦和店が建設され、オープンする。
- 1980年（昭和55年）11月1日 - 南浦和土地区画整理事業が完了後住居表示実施により浦和市大字大谷場の東北本線より西側と根岸の一部から浦和市南本町一丁目・二丁目が成立する[7]。
- 2001年（平成13年）5月1日 - 浦和市が、与野市、大宮市と合併しさいたま市となり、さいたま市の町名となる。
- 2003年（平成15年）4月1日 - さいたま市が政令指定都市に移行しさいたま市南区の町名となる。

## 世帯数と人口
2017年（平成29年）9月1日現在の世帯数と人口は以下の通りである。
| 丁目         | 世帯数    | 人口    |
| ------------ | --------- | ------- |
| 南本町一丁目 | 555世帯   | 1,095人 |
| 南本町二丁目 | 891世帯   | 2,034人 |
| 計           | 1,446世帯 | 3,129人 |

## 小・中学校の学区
市立小・中学校に通う場合、学区（校区）は以下の通りとなる。
| 丁目         | 番地 | 小学校                 | 中学校               |
| ------------ | ---- | ---------------------- | -------------------- |
| 南本町一丁目 | 全域 | さいたま市立高砂小学校 | さいたま市立岸中学校 |
| 南本町二丁目 | 全域 | さいたま市立高砂小学校 | さいたま市立岸中学校 |

## 交通
鉄道
- JR武蔵野線・京浜東北線『南浦和駅』 - 武蔵野線ホームの西側の一部が当地内にある。

道路
- 文化通 - 西口駅前通り
- 田島通り[9]
- 一ツ木通

## 出身・ゆかりのある人物
- 中川健吉 - 元浦和市長

## 史跡
- 大谷場貝塚 - 南浦和駅西口をでて正面に突き当たる台地上一帯にあった[5]。縄文時代前期の貝塚遺跡である。現在は宅地となっている。

## 施設
一丁目
- 丸広百貨店南浦和店
- 一ツ木公園
- 大谷場氷川神社 - 1666年に建立されたと伝わる。
- 浦和南本町郵便局
- みずほ銀行
- 武蔵野銀行

二丁目
- さいたま市立岸中学校
- 宝性寺 - 足立坂東三十三観音霊場のひとつ
- 根岸北原公園
- 北原公園